# Літл Річард
Літл Рі́чард (англ. Little Richard; справжнє ім'я: Річард Вейн Пе́нніман англ. Richard Wayne Penniman; 5 грудня 1932 — 9 травня 2020) — американський піаніст і співак, який стояв біля витоків рок-н-ролу та вважав сам себе «архітектором» цього стилю, стверджуючи, що ця музика — поєднання блюзу і бугі-вугі.
Музика Літл Річарда характеризувалася надзвичайною енергією та експресією: у ній домінували звучання фортепіано та крикливий спів. Сам Літл Річард вважався передвісником стилю ґлем-рок — був ініціатором моди на розкіш в рок-н-ролі, носив вишукане вбрання, користувався макіяжем.
До найбільших хітів, що стали стандартами свого напрямку відносяться Tutti-Frutti, Long Tall Sally i Good Golly, Miss Molly, які потрапили до Списку 500 найкращих пісень усіх часів за версією журналу Rolling Stone.
У 1957 покинув музику й зайнявся проповідуванням Біблії. Однак через кілька років повернувся до рок-н-ролу і суміщав музичну діяльність з проповідницькою. У 1986 ім'я Літл Річарда було вписане до Зали слави рок-н-ролу
, а у 2015 році до Зали слави блюзу.

## Особисте життя
Літл Річард неодноразово публічно повідомляв про свою гомосексуальність і про те що мав сексуальні стосунки з чоловіками. Також називав гомосексуальність гріхом і заявляв що «зцілився» від неї.

## Дискографія
- 1957 Here's Little Richard
- 1958 Long Tall Sally
- 1958 Little Richard [
- 1959 The Fabulous Little Richard
- 1960 Clap Your Hands Spinorama
- 1960 Pray Along with Little Richard, Vol. 1
- 1960 Pray Along with Little Richard, Vol. 2
- 1962 King of the Gospel Singers
- 1963 Sings Spirituals
- 1963 Little Richard with Sister Rosetta Tharpe
- 1964 Coming Home
- 1964 Sings the Gospel
- 1965 Little Richard Is Back
- 1965 The Wild and Frantic Little Richard
- 1967 The Explosive Little Richard
- 1967 Rock N Roll Forever
- 1967 Right Now
- 1970 Rock Hard Rock Heavy
- 1970 Little Richard [Epic]
- 1971 Mr. Big
- 1971 The Rill Thing
- 1971 King of Rock N Roll
- 1972 Dollars
- 1972 You Cant Keep a Good Man Down
- 1973 Rip It Up
- 1974 Talkin' 'Bout Soul
- 1974 Recorded Live
- 1975 Keep a Knockin'
- 1976 Sings
- 1976 Little Richard Live
- 1992 Shake It All About

## Фільмографія
- 1959 : Без копійки в Беверлі Гіллз / Down and Out in Beverly Hills — Орвіс Ґуднайт